# Prefetti della provincia di Prato
Elenco completo dei prefetti della provincia di Prato dal 1995.

## Repubblica italiana
- Francesco Berardino (1º luglio 1995 - 5 novembre 1995)
- Giuseppe Pecoraro (6 novembre 1995 - 9 luglio 2000)
- Abramo Barillari (15 luglio 2000 - 31 marzo 2003)
- Giuseppe Badalamenti (5 giugno 2003 - 26 luglio 2005)
- Eleonora Maffei (27 luglio 2005 - 31 ottobre 2009)
- Maria Guia Federico (30 dicembre 2009 - 4 agosto 2013)
- Maria Laura Simonetti (5 agosto 2013 - 10 febbraio 2017)
- Rosalba Scialla (13 febbraio 2017 - 8 aprile 2020)
- Lucia Volpe (14 aprile 2020 - 29 dicembre 2020)
- Adriana Cogode (30 dicembre 2020 - 3 febbraio 2024)
- Vincenzo Arancio (4 febbraio 2024 - 7 aprile 2024) – vicario[2]
- Michela Savina La Iacona (dall'8 aprile 2024)